# Drepturi civile și politice
Drepturile civile și politice sunt o clasă de drepturi care protejează libertatea indivizilor de încălcarea de către guverne, organizații sociale și persoane private. Ele asigură dreptul cuiva de a participa la viața civilă și politică a societății și a statului fără discriminare sau represiune.
Drepturile civile includ asigurarea integrității fizice și mentale a oamenilor, a vieții și a siguranței; protecția împotriva discriminării pe motive precum sex, rasă, orientare sexuală, origine națională, culoare, vârstă, apartenență politică, etnie, clasă socială, religie și dizabilități; și drepturile individuale, cum ar fi viața privată și libertatea de gândire, de exprimare, de religie, de presă, de întrunire și de mișcare.
Drepturile politice includ dreptatea naturală (echitatea procesuală) în drept, cum ar fi drepturile acuzatului, inclusiv dreptul la un proces echitabil; proces echitabil; dreptul de a solicita despăgubiri sau o cale de atac legală; și drepturi de participare în societatea civilă și politică, cum ar fi libertatea de asociere, dreptul de întrunire, dreptul la petiție, dreptul la autoapărare și dreptul la vot.
Drepturile civile și politice reprezintă partea originală și principală a drepturilor internaționale ale omului. Ele cuprind prima parte a Declarației Universale a Drepturilor Omului din 1948 (cu drepturi economice, sociale și culturale cuprinzând a doua parte). Teoria celor trei generații de drepturi ale omului consideră acest grup de drepturi drept „drepturi de prima generație”, iar teoria drepturilor negative și pozitive le consideră drept drepturi în general negative.